# Liste des maires de Saint-Denis (La Réunion)
Pour un article plus général, voir Saint-Denis (La Réunion).
La liste des maires de Saint-Denis présente la liste des maires de la commune française de Saint-Denis, située dans le département et la région Réunion.

## Liste des maires

### Entre 1790 et 1945
| Période                                  | Période      | Identité                                            | Étiquette | Qualité                                |
| ---------------------------------------- | ------------ | --------------------------------------------------- | --------- | -------------------------------------- |
| août 1790                                | juillet 1792 | Jean Baptiste Delestrac (1778-1817)                 |           | Négociant                              |
| juillet 1792                             | 1794         | Louis Maurice Domenjod (1737-1797)                  |           | Officier d'artillerie                  |
| août 1794                                | août 1796    | Jacques René Tellot (1746-1809)                     |           | Négociant                              |
| août 1796                                | 1803         | Gilles de Moinville (1742-1828)                     |           | Agent municipal                        |
| 1803                                     | 1811         | Jean Delsuc (1758- )                                |           | Inspecteur de police                   |
| 1811                                     | avril 1820   | Antoine Pitois du Filhol (1765-1820)                |           | Lieutenant-colonel d'Etat Major        |
| 1820                                     | 1828         | Jean-Baptiste Petitpas (1771-1833)                  |           | Marchand                               |
| 1828                                     | 1831         | Hyacinthe Tabur                                     |           | Capitaine d'artillerie de Marine       |
| 1831                                     | 1831         | Paul Maingard (1786-1882)                           |           | Lieutenant au corps royal d'artillerie |
| 1831                                     | 1832         | Claude Lenoir (1770-1841)                           |           | Négociant                              |
| 1832                                     | 1848         | Amédée Bédier (1791-1857)                           |           | Juge                                   |
| novembre 1848                            | octobre 1849 | Gustave Manès (1811-1857)                           |           | Négociant, planteur                    |
| novembre 1849                            | octobre 1852 | Candide Azéma, (1785-1852)                          |           | Notaire                                |
| 1852                                     | 1854         | Elie Pajot (1802-1887)                              |           | Historien et économiste                |
| 1854                                     | 1855         | Gustave Manès (1811-1857)                           |           | Négociant, planteur                    |
| 1855                                     | 1870         | Jean-Baptiste Gibert des Molières (1816-1873)       |           | Notaire et juge                        |
| 1870                                     | 1871         | Pierre Louis Lahuppe (1796-1875)                    |           | Directeur de l'imprimerie civile       |
| 1871                                     | 1882         | Louis Marie Le Siner (1804-1891)                    |           | Médecin                                |
| mai 1882                                 | 1893         | Gabriel Lahuppe (1836-1898)                         |           | Editeur                                |
| 1893                                     | 1896         | Georges Richard (1857-1932)                         |           | Avocat                                 |
| 1896                                     | 1900         | Arthur Bédier (1861- )                              |           | Entrepreneur de battelage              |
| mai 1900                                 | mai 1904     | Denis Godefroy Le Cocq du Tertre (1844-1926)        |           | Avocat                                 |
| 1904                                     | 1908         | Jules Auber (1867-1928)                             |           | Médecin                                |
| 1910                                     | 1911         | Julius Cadet                                        |           | Entrepreneur de pompes funèbres        |
| 1911                                     | 1912         | Denis Godefroy Le Cocq du Tertre (1844-1926)        |           | Avocat                                 |
| 1912                                     | 1914         | Léon Ozoux (1876-1951) (intérim de Lucien Gasparin) |           | Juge                                   |
| 1914                                     | 1916         | Marie Ange Barillet (1863- )                        |           | Négociant                              |
| 1916                                     | 1919         | Alfred de Mazérieux(1861-1947)                      |           | Vétérinaire                            |
| mai 1919                                 | 1925         | Richeville Robert(1864-1925)                        |           | Négociant                              |
| 1925                                     | 1937         | Jean Châtel (1884-1948)                             |           | Pharmacien                             |
| 1938                                     | 1941         | Raoul Hoareau                                       |           |                                        |
| 1941                                     | 1942         | Armand Barau (1894-1958)                            |           | Agriculteur                            |
| 1942                                     | 1945         | Roger de Villecourt                                 |           | Chef du bureau des Finances            |
| Les données manquantes sont à compléter. |              |                                                     |           |                                        |

### Depuis 1945
Depuis l'après-guerre, 16 maires se sont succédé à la tête de la commune.
| Période          | Période                  | Identité                         | Étiquette    | Qualité |
| ---------------- | ------------------------ | -------------------------------- | ------------ | --- |
| 31 mai 1945      | 25 mai 1946              | Raymond Vergès                   | CRADS        | Médecin et ingénieur Député de La Réunion (1945 → 1955) |
| 25 mai 1946      | 8 juillet 1946           | Roger de Villecourt              |              | |
| 9 juillet 1946   | 27 avril 1948 (décès)    | Jean Chatel                      |              | Pharmacien |
| 11 mai 1948      | 18 juin 1955 (décès)     | Jules Olivier                    |              | Instituteur puis directeur d'école Sénateur de La Réunion (1946 → 1948) |
| 1er juillet 1955 | juillet 1958 (démission) | Maxime Vallon-Hoarau (1898-1978) | RPF          | Notaire Conseiller général de Saint-Denis-1 (? → 1958) |
| juillet 1958     | 18 mars 1959             | Alix Guinot (1926-2019)          |              | Ancien premier adjoint au maire |
| 18 mars 1959     | 27 septembre 1960        | Gabriel Macé                     | UNR          | Notaire Conseiller général de Saint-Denis-4 (1958 → 1964) |
| 3 octobre 1960   | 10 novembre 1960         | Francis Bédier (1903-1983)       |              | Ancien adjoint au maire |
| 10 novembre 1960 | 12 février 1968 (décès)  | Gabriel Macé                     | UNR          | Notaire Député de La Réunion (1re circ.) (1962 → 1963) Député de La Réunion (2e circ.) (1967 → 1968) Conseiller général de Saint-Denis-4 (1958 → 1964) Conseiller général de Saint-Denis-1 (1964 → 1968)                         |
| 9 avril 1968     | 15 juin 1969 (décès)     | Jules Reydellet (1897-1969)      | DVD          | Retraité du corps préfectoral, 1er adjoint Conseiller général de Saint-Denis-1 (1968 → 1969) |
| 11 juillet 1969  | 19 mars 1989             | Auguste Legros                   | UDR puis RPR | Retraité Député de La Réunion (1re circ.) (1988 → 1993) Conseiller général de Saint-Denis-1 (1968 → 1970 et 1982 → 1988) Conseil général de Saint-Denis-2 (1970 → 1982) Président du conseil général de La Réunion (1982 → 1988) |
| 19 mars 1989     | 12 mars 1994             | Gilbert Annette                  | PS           | Député de La Réunion (1re circ.) (1993 → 1997) Conseiller général de Saint-Denis-7 (1988 → 1993) |
| 12 mars 1994     | 11 mars 2001             | Michel Tamaya                    | PS           | Enseignant Député de La Réunion (1re circ.) (1997 → 2002) Conseiller général de Saint-Denis-6 (1994 → 1997) |
| 11 mars 2001     | 16 mars 2008             | René-Paul Victoria               | RPR puis UMP | Directeur d'école Député de La Réunion (1re circ.) (2002 → 2012) Conseil général de Saint-Denis-2 (1998 → 2002) |
| 16 mars 2008     | 4 juillet 2020           | Gilbert Annette                  | PS           | Conseiller régional de La Réunion (2015 → ) Conseiller général de Saint-Denis-7 (2008 → 2015) |
| 4 juillet 2020   | En cours                 | Ericka Bareigts                  | PS           | Conseillère régionale de La Réunion (2010 → 2012) Députée de La Réunion (1re circ.) (2012 → 2016 et 2017 → 2020) Ministre des Outre-mer (2016 → 2017)                                                                            |

## Biographies des maires

### Biographie du maire actuel
Ericka Bareigts (1967-)
Élue en 2020 à la suite de sa victoire au second tour des élections municipales (auxquelles le maire sortant Gilbert Annette ne se représentait pas), elle est la première femme maire de la ville. Elle fut ministre des Outre-mer de 2016 à 2017 sous la présidence de François Hollande et députée de La Réunion entre 2012 et 2020.

### Biographies des anciens maires
Gilbert Annette (1946-)
Ancien député PS, il est élu maire de la ville en 2008 à la suite de sa victoire au second tour des municipales face au sortant UMP et est réélu en 2014 avec 56,7% des suffrages. Il présida déjà aux destinées de Saint-Denis entre 1989 et 1994, année où il quitte ses fonctions à la suite d'une condamnation judiciaire.
René-Paul Victoria (1954-)
Directeur d'école, il bat en 2001 le socialiste sortant Michel Tamaya dès le premier tour de scrutin. Un an plus tard, il devient député de la 1re circonscription de la Réunion. Dans un contexte favorable à la gauche et avec une majorité municipale divisée, il est défait aux municipales de 2008.
De droite, il a été successivement membre du RPR, de l'UMP et de LR, dont il a été exclu en 2015.
Michel Tamaya (1954-)
Devenu maire de la ville en 1994 à la suite de la condamnation de Gilbert Annette pour corruption, il remporte les élections municipales de juin 1995, laissant son adversaire de droite loin derrière. Élu député en 1997, il restera à la tête de Saint-Denis jusqu'en 2001, où il sera défait par René-Paul Victoria, candidat du RPR.
Auguste Legros (1922-2008)
Proche de Michel Debré, auquel il succéda à l'Assemblée nationale et dont il était le suppléant, il dirigea la commune pendant près de 20 ans. Élu le 11 juillet 1969, il sera battu le 19 mars 1989 à l'issue du second tour des municipales.
Il fut aussi président du conseil général de La Réunion de 1982 à 1988.

## Conseil municipal actuel
Les 55 sièges composant le conseil municipal de Saint-Denis ont été pourvus le 28 juin 2020 à l'issue du second tour de scrutin. Actuellement, il est réparti comme suit :

Composition du conseil municipal de Saint-Denis pour la mandature 2020-2026 :
PS-PCR
Divers droite

## Résultats des dernières élections municipales

### Élection municipale de 2020
| Tête de liste                        | Tête de liste            | Liste                    | Premier tour | Premier tour | Second tour | Second tour | Sièges | Sièges |
| Tête de liste                        | Tête de liste            | Liste                    | Voix         | %            | Voix        | %           | CM     | CC     |
| ------------------------------------ | ------------------------ | ------------------------ | ------------ | ------------ | ----------- | ----------- | ------ | ------ |
|                                      | Ericka Bareigts          | UG                       | 17 285       | 42,69        | 26 309      | 58,88       | 44     | 26     |
| Saint-Denis pour tous                |                          |                          | 17 285       | 42,69        | 26 309      | 58,88       | 44     | 26     |
|                                      | Nassimah Dindar          | UDI-LREM                 | 5 266        | 13,00        | 26 309      | 58,88       | 44     | 26     |
| Saint-Denis en l'air                 |                          |                          | 5 266        | 13,00        | 26 309      | 58,88       | 44     | 26     |
|                                      | Didier Robert            | OR                       | 10 073       | 24,88        | 18 368      | 41,11       | 11     | 6      |
| Saint-Denis c'est le moment          |                          |                          | 10 073       | 24,88        | 18 368      | 41,11       | 11     | 6      |
|                                      | Vanessa Payet-Pignolet   | CO                       | 3 026        | 7,47         |             |             |        |        |
| Osons ensemble                       |                          |                          | 3 026        | 7,47         |             |             |        |        |
|                                      | Alain Armand             | DVD                      | 1 574        | 3,88         |             |             |        |        |
| Changer Saint-Denis ensemble         |                          |                          | 1 574        | 3,88         |             |             |        |        |
|                                      | Yvette Duchemann         | GE                       | 1 125        | 2,77         |             |             |        |        |
| Génération écologie                  |                          |                          | 1 125        | 2,77         |             |             |        |        |
|                                      | Sonny Welmant            | RN                       | 956          | 2,36         |             |             |        |        |
| Soyons les forces du changement      |                          |                          | 956          | 2,36         |             |             |        |        |
|                                      | Magaly Onesio            | GJ-LFI                   | 880          | 2,17         |             |             |        |        |
| Astèr lo pép !                       |                          |                          | 880          | 2,17         |             |             |        |        |
|                                      | Rémy Massain             | PRG                      | 218          | 0,53         |             |             |        |        |
| Tous ensemble pour Saint-Denis       |                          |                          | 218          | 0,53         |             |             |        |        |
|                                      | Éric Beehary             | NR                       | 80           | 0,19         |             |             |        |        |
| Ensemble pour un nouveau Saint-Denis |                          |                          | 80           | 0,19         |             |             |        |        |
|                                      |                          |                          |              |              |             |             |        |        |
| Votes valides                        | Votes valides            | Votes valides            | 40 483       | 95,65        | 44 677      | 93,65       |        |        |
| Votes blancs                         | Votes blancs             | Votes blancs             | 845          | 2,00         | 1 569       | 3,29        |        |        |
| Votes nuls                           | Votes nuls               | Votes nuls               | 997          | 2,36         | 1 458       | 3,06        |        |        |
| Total                                | Total                    | Total                    | 42 325       | 100          | 47 704      | 100         | 55     | 32     |
| Abstention                           | Abstention               | Abstention               | 62 073       | 59,46        | 57 181      | 54,52       |        |        |
| Inscrits / participation             | Inscrits / participation | Inscrits / participation | 104 398      | 40,54        | 104 885     | 45,48       |        |        |

### Élection municipale de 2014
| Tête de liste                    | Tête de liste             | Liste          | Premier tour | Premier tour | Second tour | Second tour | Sièges | Sièges |
| Tête de liste                    | Tête de liste             | Liste          | Voix         | %            | Voix        | %           | CM     | CC     |
| -------------------------------- | ------------------------- | -------------- | ------------ | ------------ | ----------- | ----------- | ------ | ------ |
|                                  | Gilbert Annette *         | PS-PCF-EELV    | 21 635       | 41,85        | 32 596      | 56,70       | 43     | 22     |
| Saint-Denis pour tous            |                           |                | 21 635       | 41,85        | 32 596      | 56,70       | 43     | 22     |
|                                  | René-Paul Victoria        | UMP-UDI diss.  | 13 117       | 25,37        | 24 886      | 43,29       | 12     | 6      |
| Pour Saint-Denis                 |                           |                | 13 117       | 25,37        | 24 886      | 43,29       | 12     | 6      |
|                                  | Michel Lagourgue          | UDI-OR         | 5 981        | 11,57        |             |             |        |        |
| Pour le réveil de Saint-Denis    |                           |                | 5 981        | 11,57        |             |             |        |        |
|                                  | Nadia Ramassamy           | DVD            | 2 915        | 5,63         |             |             |        |        |
| Avenir meilleur pour Saint-Denis |                           |                | 2 915        | 5,63         |             |             |        |        |
|                                  | Alexandre Lai-Kane-Cheong | SE             | 1 974        | 3,81         |             |             |        |        |
| L'autre choix                    |                           |                | 1 974        | 3,81         |             |             |        |        |
|                                  | Gino Ponin-Ballom         | DVD            | 1 953        | 3,77         |             |             |        |        |
| Faire gagner Saint-Denis         |                           |                | 1 953        | 3,77         |             |             |        |        |
|                                  | Margaret Robert-Mucy      | DVG            | 1 464        | 2,83         |             |             |        |        |
| Saint-Denis d'abord              |                           |                | 1 464        | 2,83         |             |             |        |        |
|                                  | Joseph Grondin            | FN             | 1 397        | 2,70         |             |             |        |        |
| Saint-Denis bleu Marine          |                           |                | 1 397        | 2,70         |             |             |        |        |
|                                  | Ismaël Aboudou            | DVG            | 813          | 1,57         |             |             |        |        |
| Liste Ismaël Aboudou             |                           |                | 813          | 1,57         |             |             |        |        |
|                                  | Jean Alexandre Poleya     | DVD            | 445          | 0,86         |             |             |        |        |
| Ensemble, refondons Saint-Denis  |                           |                | 445          | 0,86         |             |             |        |        |
|                                  |                           |                |              |              |             |             |        |        |
| Inscrits                         | Inscrits                  | Inscrits       | 97 155       | 100,00       | 97 152      | 100,00      |        |        |
| Abstentions                      | Abstentions               | Abstentions    | 42 881       | 44,14        | 36 016      | 37,07       |        |        |
| Votants                          | Votants                   | Votants        | 54 274       | 55,86        | 61 136      | 62,93       |        |        |
| Blancs et nuls                   | Blancs et nuls            | Blancs et nuls | 2 580        | 4,75         | 3 654       | 5,98        |        |        |
| Exprimés                         | Exprimés                  | Exprimés       | 51 694       | 95,25        | 57 482      | 94,02       |        |        |
| * Liste du maire sortant         |                           |                |              |              |             |             |        |        |

### Élection municipale de 2008
| Tête de liste                       | Tête de liste        | Liste          | Premier tour | Premier tour | Second tour | Second tour | Sièges | Sièges |
| Tête de liste                       | Tête de liste        | Liste          | Voix         | %            | Voix        | %           | CM     |        |
| ----------------------------------- | -------------------- | -------------- | ------------ | ------------ | ----------- | ----------- | ------ | ------ |
|                                     | René-Paul Victoria * | UMP            | 15 961       | 34,55        | 23 752      | 46,17       | 12     |        |
| Les Dionysiens en toute confiance   |                      |                | 15 961       | 34,55        | 23 752      | 46,17       | 12     |        |
|                                     | Gilbert Annette      | PS-Verts-MRA   | 15 785       | 34,17        | 27 693      | 53,83       | 43     |        |
| Saint-Denis pour tous               |                      |                | 15 785       | 34,17        | 27 693      | 53,83       | 43     |        |
|                                     | Gino Ponin-Ballom    | DVD            | 3 876        | 8,39         |             |             |        |        |
| Saint-Denis solidaire               |                      |                | 3 876        | 8,39         |             |             |        |        |
|                                     | Michel Tamaya        | DVG            | 3 654        | 7,91         |             |             |        |        |
| Rassemblement dionysien             |                      |                | 3 654        | 7,91         |             |             |        |        |
|                                     | Nadia Ramassamy      | DVD            | 3 352        | 7,26         |             |             |        |        |
| Un nouvel élan pour Saint-Denis     |                      |                | 3 352        | 7,26         |             |             |        |        |
|                                     | Michel Lagourgue     | MD             | 3 117        | 6,75         |             |             |        |        |
| Un nouveau souffle pour Saint-Denis |                      |                | 3 117        | 6,75         |             |             |        |        |
|                                     | Marie-Paule Abriska  | DVD            | 451          | 0,98         |             |             |        |        |
| Liste Marie-Paule Abriska           |                      |                | 451          | 0,98         |             |             |        |        |
|                                     |                      |                |              |              |             |             |        |        |
| Inscrits                            | Inscrits             | Inscrits       | 85 934       | 100,00       | 85 965      | 100,00      |        |        |
| Abstentions                         | Abstentions          | Abstentions    | 37 708       | 43,88        | 31 757      | 36,94       |        |        |
| Votants                             | Votants              | Votants        | 48 226       | 56,12        | 54 208      | 63,06       |        |        |
| Blancs et nuls                      | Blancs et nuls       | Blancs et nuls | 2 580        | 2,36         | 2 763       | 3,21        |        |        |
| Exprimés                            | Exprimés             | Exprimés       | 46 196       | 53,76        | 51 445      | 59,84       |        |        |
| * Liste du maire sortant            |                      |                |              |              |             |             |        |        |

### Élection municipale de 2001
|                           | René-Paul Victoria | RPR-UDF-DL-GÉ-RFE | 19 473 | 51,11  |  |  |  |  |
| Mieux vivre à Saint-Denis |                    |                   | 19 473 | 51,11  |  |  |  |  |
|                           | Michel Tamaya *    | PS-PCR-LV-FD      | 15 670 | 41,13  |  |  |  |  |
| Liste Tamaya              |                    |                   | 15 670 | 41,13  |  |  |  |  |
|                           | Jean-Max Nativel   | DVG (UPR)         | 1 708  | 4,48   |  |  |  |  |
| Saint-Denis jeunesse      |                    |                   | 1 708  | 4,48   |  |  |  |  |
|                           | Fernande Anilha    | SE                | 1 250  | 3,28   |  |  |  |  |
| Juste Correct             |                    |                   | 1 250  | 3,28   |  |  |  |  |
|                           |                    |                   |        |        |  |  |  |  |
| Inscrits                  | Inscrits           | Inscrits          | 69 026 | 100,00 |  |  |  |  |
| Abstentions               | Abstentions        | Abstentions       | 28 678 | 41,55  |  |  |  |  |
| Votants                   | Votants            | Votants           | 40 348 | 58,45  |  |  |  |  |
| Exprimés                  | Exprimés           | Exprimés          | 38 101 | 55,20  |  |  |  |  |
| * Liste du maire sortant  |                    |                   |        |        |  |  |  |  |

### Élection municipale de 1995
|             | Michel Tamaya    | PS          | 19 991 | 54,23  |  |  |  |  |
|             | Jean Chatel      | DVD         | 13 130 | 35,62  |  |  |  |  |
|             | René Manglou     | DVD         | 2 339  | 6,35   |  |  |  |  |
|             | Jean-Max Nativel | DVG         | 1 403  | 3,81   |  |  |  |  |
|             |                  |             |        |        |  |  |  |  |
| Inscrits    | Inscrits         | Inscrits    | 71 335 | 100,00 |  |  |  |  |
| Abstentions | Abstentions      | Abstentions | 33 049 | 46,33  |  |  |  |  |
| Votants     | Votants          | Votants     | 38 286 | 53,67  |  |  |  |  |
| Exprimés    | Exprimés         | Exprimés    | 36 863 | 96,28  |  |  |  |  |

### Élection municipale de 1989
|                          | Gilbert Annette    | PS          | 16 820 | 40,79  | 24 488 | 54,76  |  |  |
|                          | Auguste Legros *   | RPR         | 13 368 | 32,42  | 20 231 | 45,24  |  |  |
|                          | Éric Boyer         | DVD         | 7 810  | 18,94  |        |        |  |  |
|                          | Jean-Claude Nurbel | PCR         | 1 402  | 3,40   |        |        |  |  |
|                          | Gilbert Boyer      | DVD         | 1 059  | 2,56   |        |        |  |  |
|                          |                    |             |        |        |        |        |  |  |
| Inscrits                 | Inscrits           | Inscrits    | 62 015 | 100,00 | 61 365 | 100,00 |  |  |
| Abstentions              | Abstentions        | Abstentions | 20 783 | 33,52  | 15 836 | 25,89  |  |  |
| Votants                  | Votants            | Votants     | 41 232 | 66,48  | 45 479 | 74,11  |  |  |
| Exprimés                 | Exprimés           | Exprimés    | 40 459 | 98,12  | 44 719 | 98,32  |  |  |
| * Liste du maire sortant |                    |             |        |        |        |        |  |  |

### Élection municipale de 1983
|                          | Auguste Legros * | RPR         | 18 421 | 56,57  | 44 |  |  |  |
|                          | Gilbert Annette  | PS          | 11 223 | 34,46  | 9  |  |  |  |
|                          | Gilbert Gérard   | UDF         | 2 917  | 8,95   | 2  |  |  |  |
|                          |                  |             |        |        |    |  |  |  |
| Inscrits                 | Inscrits         | Inscrits    | 48 990 | 100,00 |    |  |  |  |
| Abstentions              | Abstentions      | Abstentions | 16 068 | 32,80  |    |  |  |  |
| Votants                  | Votants          | Votants     | 32 922 | 67,20  |    |  |  |  |
| Exprimés                 | Exprimés         | Exprimés    | 32 561 | 66,46  |    |  |  |  |
| * Liste du maire sortant |                  |             |        |        |    |  |  |  |